# Враниковская
Враниковская — деревня в Плесецком районе Архангельской области.

## География
Находится в западной части Архангельской области на расстоянии приблизительно 101 км на юго-запад по прямой от административного центра района поселка Плесецк на левом берегу реки Кена.

## История
В 1873 году здесь было учтено 32 двора, в 1905 — 53. Тогда деревня входила в Пудожский уезд Олонецкой губернии. До 2016 года входила в Кенорецкое сельское поселение, с 2016 по 2021 в Конёвское сельское поселение до его упразднения.

## Население
Численность населения: 215 человек (1873 год), 299 (1905), 13 (русские 100 %) в 2002 году, 3 в 2010.